# Félix Gómez Guillamón
Félix Gómez-Guillamón y Guillamón (¿?, 1898 - , Madrid, 24 de octubre de 1979) fue un  general español y piloto que participó en la Copa Gordon Bennett de 1923.

## Vida
Félix Gómez-Guillamón fue un pionero de la aviación española. Como ingeniero del ejército, se convirtió en piloto aerostático. El 7 de octubre de 1921 sufrió un accidente, cuando se encontraba en el collado de El Atalayón a 1500 m de altura, observando. Un biplano De Havilland DH 4 n.° 19 de regreso de una misión de bombardeo cortó el cable del globo y Gómez-Guillamón perdió su anclaje, flotando a la deriva sobre el mar. Varios navíos de la armada salieron en su persecución, alcanzándolo la cañonera Lauria, que lo llevó a Melilla. El De Haviland sufrió averías serias, pero los dos pilotos sobrevivieron ilesos, al igual que Gómez-Guillamón. En 1923 representó como parte de la tripulación del globo Polar, junto con Pedro Peñaranda Barea, a España en la Copa Gordon Bennett celebrada en Bruselas. La carrera, celebrada el 23 de septiembre, fue accidentada debido a las malas condiciones meteorológicas: dos horas después de despegar, el globo fue alcanzado por un rayo y Peñaranda falleció como consecuencia. Félix Gómez-Guillamón sobrevivió a la caída, por lo que recibió una condecoración de Alfonso XIII. En dicha carrera fallecieron cinco participantes, dos suizos, dos americanos, además de Peñaranda, debido a accidentes derivados de las malas condiciones meteorológicas. El otro globo español participante, el Hesperio, estaba tripulado por Julio Guillén y Manuel de la Sierra y no sufrió incidentes.
En 1928 fue el fundador y hasta finales de 1929 editor de la revista Motoavión.
Entre los años 1933-1938 fue director del Observatorio Meteorológico y Sísmico de la Cartuja, que ahora forma parte de la Universidad de Granada.
Gómez-Guillamón fue nombrado gobernador militar de Gerona en 1959 y de Sevilla en 1960.

## Homenajes y recuerdos
Sus dos nietos, Antonio Gómez Guillamón y Vicente Padilla, fundaron la empresa española AERTEC Solutions, operativa desde 1997. Con motivo de su 20 aniversario en 2017, la compañía lanzó el libro El sueño de volar, que es un homenaje a su abuelo.
En 1958, la Cruz del Mérito Militar con el distintivo blanco. Además ya había recibido la Gran Cruz de San Hermenegildo, la Cruz de Guerra, cinco Cruces rojas de Mérito Militar y la Medalla de Sufrimientos por la Patria con aspas de herido.